# Antti Kasvio
Antti Kasvio (Finlandia, 20 de diciembre de 1973) es un nadador  retirado especializado en pruebas de estilo libre, donde consiguió ser medallista de bronce olímpico en 1992 en los 200 metros.

## Carrera deportiva
En los Juegos Olímpicos de Barcelona 1992 ganó la medalla de bronce en los 200 metros libre, con un tiempo de 1:47.63 segundos, tras Yevgeny Sadovyi del equipo unificado y el sueco Anders Holmertz; y el Mundial de piscina larga de Roma 1994 ganó el oro en la misma prueba.